# NGC 6946
NGC 6946 (také známá jako Caldwell 12) je spirální galaxie na rozhraní souhvězdí Cefea a Labutě vzdálená od Země přibližně 18 milionů světelných let. Objevil ji William Herschel 9. září 1798.
Při pohledu ze Země je značně zastíněná mezihvězdnou hmotou, protože leží blízko roviny galaktického disku Mléčné dráhy. Skutečný rozměr NGC 6946 může být až přibližně 75 000 světelných let.

## Pozorování

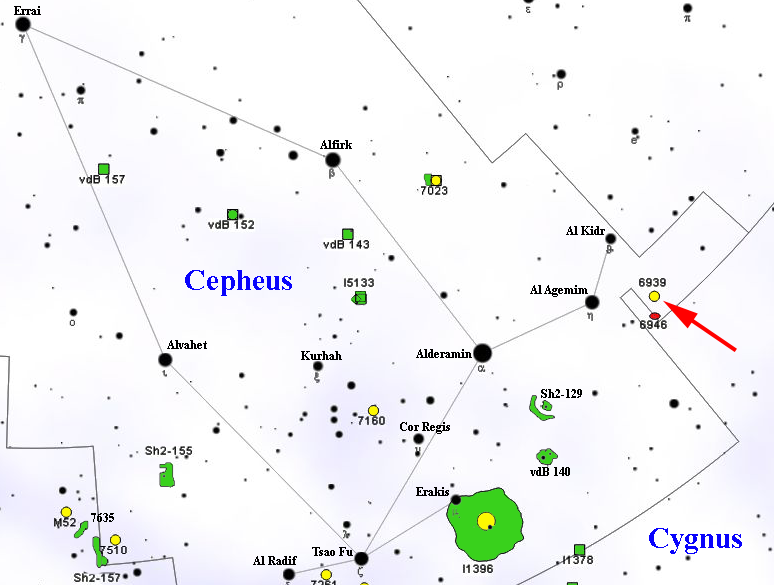
Poloha NGC 6946 v souhvězdí Cefea a Labutě

Na obloze se nachází v západní části souhvězdí Cefea, 2 stupně jihozápadně od hvězdy s magnitudou 3,4 η Cephei. 40′ severozápadně od galaxie se nachází otevřená hvězdokupa NGC 6939. Je to rozsáhlá galaxie ležící poblíž Místní skupiny galaxií, viditelná i triedrem. Střední hvězdářský dalekohled ukáže středové zjasnění objektu a větší dalekohled umožní zahlédnout náznaky spirální struktury.
Na fotografiích můžeme obdivovat její spirální strukturu se čtyřmi rameny, která jsou slabě navinutá na malé jádro. V těchto ramenech jsou dobře viditelné HII oblasti ionizovaného vodíku, ve kterých probíhá bouřlivá tvorba hvězd. Na fotografiích s dlouhou expozicí jsou dobře viditelné i její nejjasnější kulové hvězdokupy.

## Supernovy
Během posledních 100 let bylo v NGC 6946 pozorováno 10 supernov: SN 1917A, SN 1939C, SN 1948B, SN 1968D, SN 1969P, SN 1980K, SN 2002hh, SN 2004et, SN 2008S
a SN 2017eaw,
z nichž nejjasnější byla SN 1980K (typ II, největší magnituda 11,4). To z ní dělá galaxii nejbohatší na supernovy v posledních 100 letech. Naše galaxie Mléčná dráha obsahující dvojnásobek hvězd proti NGC 6946 má průměrně pouze jednu supernovu za století.